# Наукани
Наукани — корінний індіанський народ, що належить до сибірських юпіків з групи юпіки. Населяють російський Далекий Схід (Чукотський автономний округ). Станом на 2010 рік на Чукотці проживають 510 науканів. З 1950-х років живуть переважно у селі Лоріно.

## Мова
Мова наукан є юпікською мовою. Юпікські мови, в свою чергу, є гілкою ескімосько-алеутських мов. Деякі представники науканів спілкуються мовою наукан. Багато науканів спілкуються російською та чукотською мовами.

## Культура

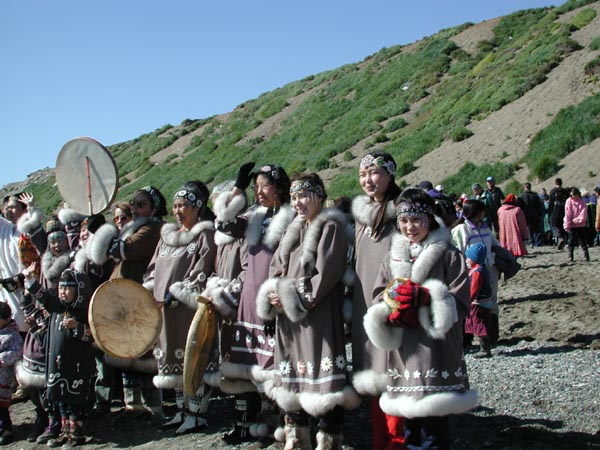
Танцюристи в Лоріно

Традиційно наукани полюють на морських ссавців. Особливе місце посідають кити. Щороку наукани проводять фестивалі китів (pol'a'). Під час цих фестивалів до науканів приїздили сусідні племена, зокрема, з Аляски. Влаштовувались змагання, танці та ритуали.

## Історія
Згідно з генетичними дослідженнями, пращури науканів — вихідці з Аляски.
Згідно з археологічними дослідженнями, село Наукан на березі Берингового моря на Чукотському півострові було засноване близько 2000 років тому. У селі було 6 кланів. Шлюб в межах клану був суворо заборонений. До початку XX століття кланом керував старійшина, який визначав час початку полювання та відвідин чукчів. Старійшини всіх кланів врегульовували суперечки. Старійшина найсильнішого клану керував селом.
Сусіди науканів з Аляски регулярно відвідували їх, приїжджаючи на фестивалі китів. Під час фестивалів влаштовувалися змагання, танці та ритуали.

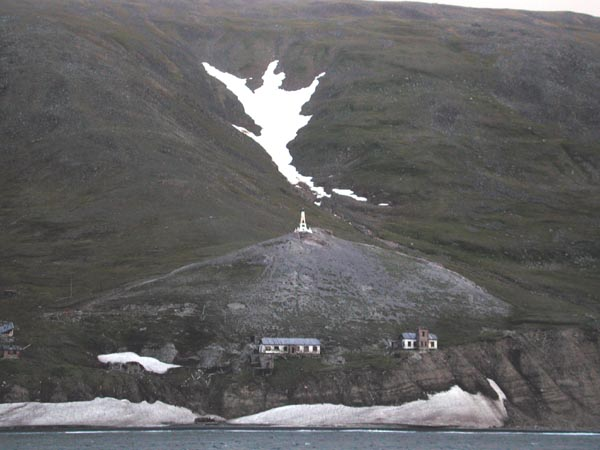
Закинуте село Наукан

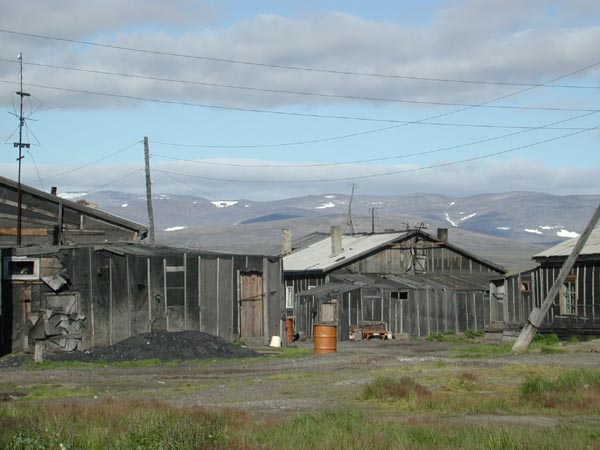
Типові будинки науканів у Лоріно

Вплив американських китобоїв почав відчуватися ще у XIX столітті. Російський вплив почався у 1920-х роках. У 1958 році радянська влада вивезла науканів із їхнього села Наукан до заснованого у 1933 році села Лоріно. Дотепер більшість науканів живуть у цьому селі; натомість Наукан є закинутим селом. Деякі представники народу переселилися до Уелену.

## Відомі особистості
- Зоя Миколаївна Ненлюмкіна, науканська поетеса. Народилася у 1950 році у Наукані. Навчалася в Анадирському педагогічному коледжі. Була диктором на Радіо Чукотка. У 1979 році в Магадані вийшла її перша збірка поезій російською на науканською мовами під назвою «Ptizy Naukana» («Птахи Наукана»)[7].
- Тасян Михайлович Тейн, науканський вчитель та дитячий письменник. Народився у Наукані 1938 року. Писав казки для дітей[8].